# کتابخانه عمومی ونکوور
کتابخانه عمومی ونکوور (انگلیسی: Vancouver Public Library) مجموعه کتابخانه عمومی در شهر ونکوور، استان بریتیش کلمبیا است. این کتابخانه در سال ۲۰۱۳، بیش از ۶٫۹ میلیون نفر مراجعه کننده داشت و ارباب رجوع‌هایی که حدود ۹٫۵ میلیون فقره کتاب، رایاکتاب، سی دی، دی وی دی، بازی ویدیوئی، روزنامه و مجله به امانت گرفتند. این مجموعه با دارا بودن ۲۲ شعبه و هم چنین به صورت آنلاین، به حدود ۴۲۸٫۰۰۰ عضو فعال خدمات ارائه می‌دهد و حائز رتبه سوم در مجموعه‌های کتابخانه عمومی در کانادا است.